# Peremychliany
Peremychliany (en ukrainien : Перемишляни ; en russe : Перемышляны ; en polonais : Przemyślany) est une ville de l'oblast de Lviv, en Ukraine. Sa population s'élevait à 6 415 habitants en 2022.

## Géographie
Peremychliany est arrosée par la rivière Hnyla Lypa et se trouve à 46 km au sud-est de Lviv.

## Histoire
La première mention de Peremychliany remonte à 1437. En 1623, la localité reçoit des privilèges urbains (droit de Magdebourg). Elle est polonaise jusqu'à la première partition de la Pologne, en 1772, puis devient autrichienne jusqu'en 1918, chef-lieu du district de Przemyślany, l'un des 78 Bezirkshauptmannschaften (powiats) en province (Kronland) de Galicie en 1900.
Elle redevient polonaise en 1919 (comme confirmé par la Paix de Riga) jusqu'en septembre 1939, lorsque la partie orientale de la Pologne est envahie par l'Armée rouge (conformément au Pacte germano-soviétique). La ville est occupée par l'Allemagne nazie en 1941, dirigée par le Gouvernement général, puis annexée par l'Union soviétique en 1944. Durant cette période, l'importante communauté juive de Peremychliany disparaît dans le ghetto qui y est créé en août 1943, déportée au camp d'extermination de Bełżec ou à l'occasion d'exécutions de masse dans la ville ou ses environs, notamment le 23 mai 1943.
Depuis 1991, elle fait partie de l'Ukraine indépendante.

## Population
Recensements (*) ou estimations de la population :
| 1939  | 1959* | 1970* | 1979* | 1989* |
| ----- | ----- | ----- | ----- | ----- |
| 5 900 | 3 645 | 4 724 | 5 972 | 7 967 |

| 2001* | 2010  | 2011  | 2012  | 2013  |
| ----- | ----- | ----- | ----- | ----- |
| 7 565 | 6 946 | 6 918 | 6 871 | 6 874 |